# Pieve a Pava
Pieve a Pava (già Pava) è una località del comune italiano di Montalcino, nella provincia di Siena, in Toscana.

## Storia
Piccolo borgo sorto nell'alto medioevo, è stato restaurato negli anni 1980 e trasformato in guest house.

## Monumenti e luoghi d'interesse

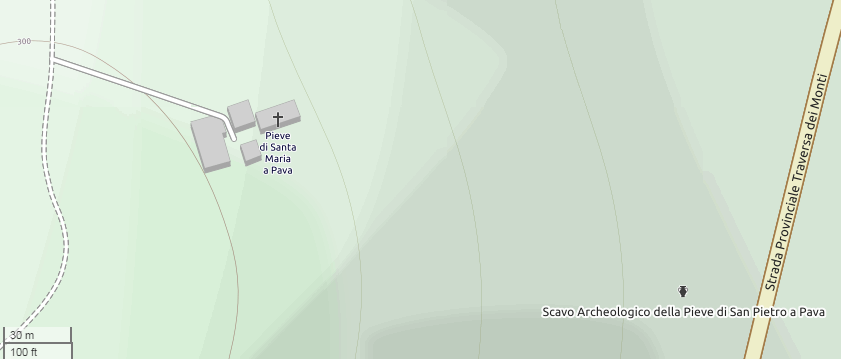
Mappa con indicati il sito archeologico dell'antica pieve di San Pietro a Pava e l'attuale ex pieve di Santa Maria a Pava.

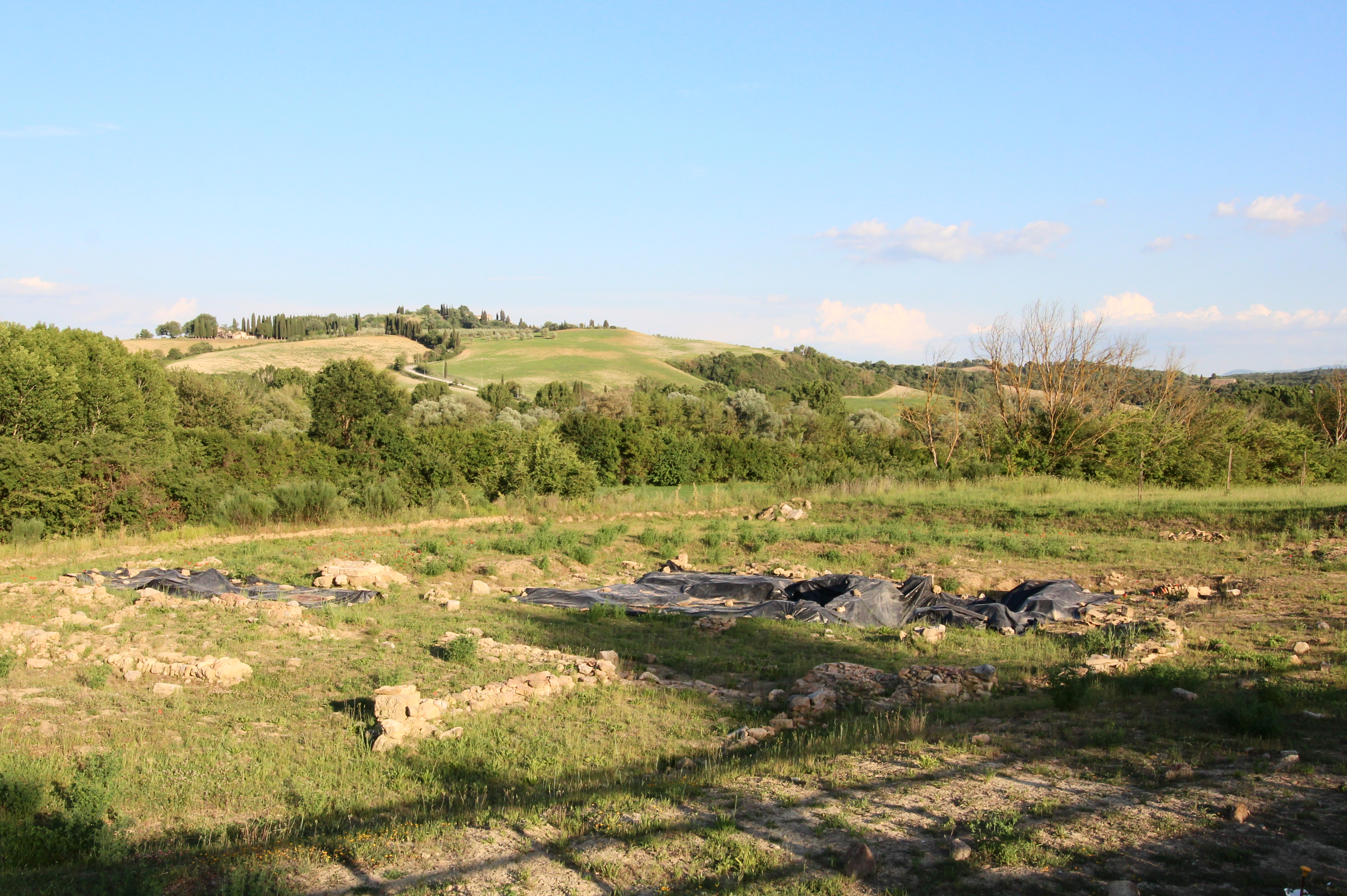
I resti della Pieve di San Pietro a Pava

All'interno del complesso si trova la ex pieve di Santa Maria, attualmente sconsacrata, che dal 1045 sostituì come chiesa battesimale l'antica pieve di San Pietro. Più volte rimaneggiata, si presenta esternamente con una stretta facciata a capanna, alla quale si accede tramite una ripida scalinata; il portale archivoltato, privo di ornamentazione plastica, è arricchito da una frammentaria lunetta a fresco, forse del primo Trecento, raffigurante la Madonna col Bambino e due santi. L'interno della chiesa è in un sobrio stile barocco, con a ridosso della parete di fondo l'altare in stucco dipinto; anticamente la navata unica, in luogo dell'attuale parete di fondo, terminava con un'abside semicircolare, i cui resti sono ancora visibili all'esterno dell'edificio.
Lungo la strada per San Giovanni d'Asso, tra il bivio per Pieve a Salti e quello per Lucignano d'Asso, si trova il sito archeologico della pieve di Pava. Il sito è stato aperto nel 2004 con una prima campagna di scavi che ha permesso di riportare alla luce i resti dell'antica pieve di San Pietro a Pava, costruita in epoca paleocristiana tra il V e il VI secolo e in seguito più volte rimaneggiata fino al crollo, avvenuto nel XIII secolo, che causò l'abbandono del complesso. Nel X secolo la chiesa venne affiancata da un cimitero, ancora in fase di scavo.